# Caproni Ca.2
El Caproni Ca.2 fue un bombardero pesado italiano de la Primera Guerra Mundial.

## Desarrollo
El Ca.2 fue un desarrollo menor del bombardero de dos botalones Caproni Ca.1. En la vida útil del Ca.1 se hizo evidente que el diseño podría beneficiarse de una mayor potencia. Por lo tanto, Caproni reemplazó el motor central propulsor de la aeronave por uno más potente. Caproni denominó a este modelo como Caproni 350 hp en ese momento, y el Ejército Italiano lo llamó Ca.2. No parece que se le haya asignado un número separado en el esquema de redesignación de posguerra de Caproni.
Sólo se construyeron nueve aviones, suministrados al Ejército Italiano junto con entregas del Ca.1 entre agosto de 1915 y diciembre de 1916.
Los beneficios de una mayor potencia animaron a Caproni a continuar el desarrollo en esta dirección, dando origen al modelo definitivo Caproni Ca.3.

## Diseño
Era un biplano trimotor, construido de madera y recubierto de tela. Los cuatro tripulantes iban en una góndola central abierta (artillero delantero, dos pilotos y mecánico/artillero trasero). El artillero trasero disparaba las ametralladoras superiores, de pie sobre el motor central en una "jaula" protectora, justo delante de la hélice. Tenía un tren de aterrizaje convencional fijo, con patines al final de cada botalón. También disponía de una rueda de morro doble que prevenía de los capotajes.
El armamento consistía en dos a cuatro ametralladoras Revelli de 6,5 mm o 7,70 mm, una instalada en un montaje de un anillo delantero y la otra, a veces dos e incluso tres en un montaje de anillo superior. Las bombas iban suspendidas bajo la góndola.

## Operadores
Italia
- Corpo Aeronautico Militare

## Especificaciones (Ca.2)

### Características generales
- Tripulación: Cuatro (piloto, copiloto, artillero delantero y mecánico/artillero trasero)
- Longitud: 11,1 m (36,3 ft)
- Envergadura: 22,7 m (74,6 ft)
- Altura: 3,7 m (12,1 ft)
- Superficie alar: 95,6 m² (1029,1 ft²)
- Peso vacío: 3302 kg (7277,6 lb)
- Peso máximo al despegue: 4000 kg (8816 lb)
- Planta motriz:

1× motor lineal de seis cilindros refrigerado por agua Isotta Fraschini V.4B de 112 kW (150 hp)
2× motor lineal de seis cilindros refrigerado por agua Fiat A.10 de 75 kW (101 hp)×  . cada uno.
- Hélices: Dos bipala tractoras y una bipala propulsora, todas de paso fijo

### Rendimiento
- Velocidad máxima operativa (Vno): 133 km/h (83 MPH; 72 kt)

### Armamento
- Ametralladoras: 

  - 2x Fiat-Revelli de 6,5 mm
- Bombas: Bombas montadas bajo la góndola

## Aeronaves relacionadas

### Desarrollos relacionados
- Caproni Ca.1 (1914)
- Caproni Ca.3
- Caproni Ca.5

### Secuencias de designación
- Secuencia _ hp (interna de Caproni): 80 hp - 260 hp - 300 hp - 350 hp - 450 hp - 600 hp - 700 hp →
- Secuencia Ca._ (designación militar en la PGM): Ca.1 - Ca.2 - Ca.3 - Ca.4 - Ca.5